# Secuieni, Bacău
Secuieni là một xã thuộc hạt Bacău, România. Dân số thời điểm năm 2002 là 4431 người.